# Seriphidium lercheanum
Seriphidium lercheanum là một loài thực vật có hoa trong họ Cúc. Loài này được (Stechm.) Poljakov miêu tả khoa học đầu tiên năm 1961.